# Liste der Biografien/Boun
Liste der Biografien |
Portal Biografien |
Personensuche
# |
A |
B |
C |
D |
E |
F |
G |
H |
I |
J |
K |
L |
M |
N |
O |
P |
Q |
R |
S |
T |
U |
V |
W |
X |
Y |
Z |
?
 
Ba |
Be |
Bd |
Bg |
Bh |
Bi |
Bj |
Bl |
Bm |
Bn |
Bo |
Br |
Bs |
Bu |
Bw |
By |
Bz
 
Boa–Boc |
Bod |
Boe |
Bof |
Bog |
Boh |
Boi–Bok |
Bol |
Bom |
Bon |
Boo |
Bop |
Boq |
Bor |
Bos |
Bot |
Bou |
Bov–Boz
 
Boua |
Boub |
Bouc |
Boud |
Boue |
Bouf |
Boug |
Bouh |
Boui |
Bouj |
Bouk |
Boul |
Boum |
Boun |
Boup |
Bouq |
Bour |
Bous |
Bout |
Bouu |
Bouv |
Bouw |
Boux |
Bouy |
Bouz
Die Liste der Biografien führt alle Personen auf, die in der deutschsprachigen Wikipedia einen Artikel haben. Dieses ist eine Teilliste mit 21 Einträgen von Personen, deren Namen mit den Buchstaben „Boun“ beginnt.

## Boun
- Boun Oum († 1980), laotischer Hochadeliger und Politiker

### Bouna
- Bounab, Nabila (* 1994), algerische Hammerwerferin
- Bounajem, Antoine Farès (* 1967), libanesischer Geistlicher, maronitischer Erzbischof von Antelien

### Bound
- Bound, Franklin (1829–1910), US-amerikanischer Politiker
- Boundouris, Anastasios (* 1955), griechischer Segler
- Bounds, Sydney J. (1920–2006), britischer Schriftsteller

### Boune
- Bouneb, Ismaïl (* 2006), französisch-algerischer Fußballspieler
- Bounedjah, Baghdad (* 1991), algerischer Fußballspieler
- Bouneß, Wilhelm (* 1817), deutscher Rechtsanwalt und Politiker

### Bouni
- Bounida, Rayane (* 2006), belgischer Fußballspieler
- Bounin, Gabriel († 1604), französischer Jurist, Dramatiker, neulateinischer Autor und Übersetzer aus dem Altgriechischen

### Bounk
- Bounkong, Bounphachan (* 2000), laotischer Fußballspieler

### Bounl
- Bounlovongsa, Vanna (* 1998), laotischer Fußballspieler

### Bouno
- Bounoua, Mourad (* 1972), marokkanischer Fußballspieler
- Bounouar, Khalid (* 1990), deutscher Comedian des Comedy-Ensembles RebellComedyKhalid Bounouar (* 1990)

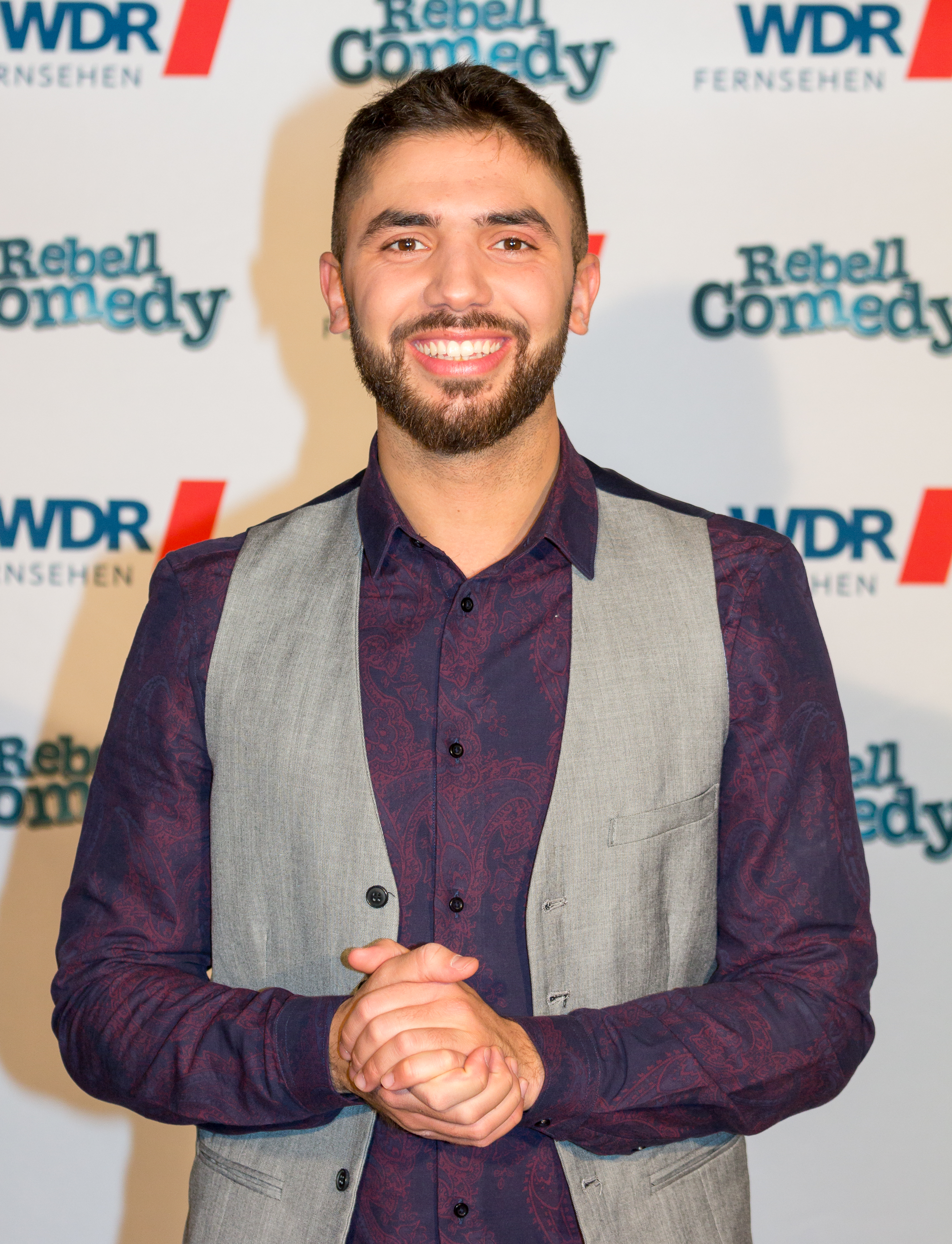
Khalid Bounouar (* 1990)

- Bounoure, Vincent (1928–1996), französischer Dichter und Schriftsteller des Surrealismus
- Bounous, Franco (* 1907), italienischer Diplomat

### Bouns
- Bounsoulinh, Phetsavanh (* 1996), laotischer Fußballspieler

### Bount
- Bounty Killer (* 1972), jamaikanischer Dancehall-DJ

### Bouny
- Bouny, Elisée (1872–1900), französischer Mediziner und Physiologe
- Bounyavong, Douangdeuane (* 1947), laotische Autorin